# Jonathan Scott (actor)
Jonathan Silver Scott (Vancouver, 28 de abril de 1978) es un actor, contratista, ilusionista y productor de cine y televisión canadiense. 
Es más conocido como el copresentador (junto con su hermano gemelo  Drew) de la serie de televisión Property Brothers, basada en la compra, renovación y venta de viviendas, así como los spin-offs del programa Buying and Selling, Brother Vs. Brother y Property Brothers: At Home, que se transmiten en los Estados Unidos en HGTV. Scott es también cofundador y productor ejecutivo de Scott Brothers Entertainment, que crea televisión, películas y contenido digital para las emisoras norteamericanas e internacionales.
Además del entretenimiento, los gemelos han lanzado la marca de estilo de vida Scott Living y su extensión, Dream Homes. Divide su tiempo entre una casa en Las Vegas, Nevada, que comparte con su hermano gemelo, y una casa en Toronto que comparte con su novia. Jonathan y Drew hacían karate de pequeños.  Lograron llegar hasta cinturón negro.
En España sus programas de reformas de emiten en los canales de televisión Divinity, DKISS, Ten (canal de televisión) y Decasa.

## Trayectoria
En 2004 fundó Scott Real Estate, Inc., una compañía que supervisa la venta y construcción de proyectos residenciales y comerciales con oficinas en Vancouver, Calgary y Las Vegas. Drew y Jonathan comenzaron a comprar y renovar propiedades cuando eran adolescentes.
Compraron su primera casa cuando tenían 18 años; renovada, la vendieron un año después, mientras asistían a la universidad, con una ganancia de $50 000. Sin embargo, antes de dedicarse profesionalmente a bienes raíces, los hermanos probaron suerte como actores. Tanto Jonathan como Drew aparecieron en el programa de televisión canadiense Breaker High. Jonathan estuvo en The X-Files. Los dos también hicieron improvisación cómica, y Jonathan se convirtió en un ilusionista. Decidieron volver a la universidad para estudiar construcción y diseño. Su negocio pronto creció y se les propuso hacer el programa de televisión.
Ambos hermanos son agentes inmobiliarios con licencia. Jonathan se convirtió en un agente con licencia en Las Vegas cuando fundaron su empresa ese mismo año. Para el show Jonathan aparece como contratista.

### Los gemelos Scott en el golf
Jonathan y Drew Scott son idénticos incluso a la hora de jugar al golf, a la hora de hacer hoyo en uno, ya que ambos hicieron uno en Hacker Haven, un campo de pares 3 cercano a la casa donde crecieron.

### Trayectoria TV
- No odies tu casa con los Property Brothers, Serie: Reality, 2024
- Los gemelos reforman dos veces: Edición Celebrity, Serie: Reality, 2020
- El viaje de poder de Jonathan Scott, Película: Documental, 2019
- Hermanos de propiedad: hogar para siempre, Serie: Reality, 2016
- Los hermanos toman Nueva Orleans, Serie: Reality, 2013
- Los gemelos decoran dos veces, Serie: Reality, 2012
- La casa de mis sueños: Vender para comprar, Serie: Reality, 2011
- Los gemelos reforman dos veces, Serie: Reality, 2011

Se emiten en versión original en los 56 países pertenecientes a Mancomunidad de Naciones más Estados Unidos, Irlanda y Zimbabue. Su país original es Canadá.

## Vida personal
En 2002, Jonathan Scott, Drew Scott y su otro hermano mayor JD fundaron Dividian Production Group. Ambos viven en Las Vegas y miden 1.93 metros Drew y 1.95 Jonathan[cita requerida].
Mantiene una relación con la actriz Zooey Deschanel desde 2019. En agosto de 2023 anunciaron su compromiso.